# 秦驰道
秦驰道，为秦帝国的国道。从前222年开始，秦始皇开始修建从国都咸阳到全国各地的驰道。除秦直道和秦栈道外大多在秦故地与七国旧道以及在秦征伐六国时修建。

## 著名的驰道
上郡道、临晋道、东方道、武关道、秦栈道、西方道、秦直道